# Liste des sénateurs du 111e congrès des États-Unis

Élections sénatoriales de 2008 :
Deux sénateurs républicains ;
Deux sénateurs démocrates ;
Un sénateur de chaque parti ;
Un sénateur démocrate et un indépendant.

Cet article dresse la liste des sénateurs du 111e congrès des États-Unis (2009-2011).

## Composition lors de la législature 2009-2011
La composition du 111e congrès (du 3 janvier 2009 au 3 janvier 2011) est :
- Parti démocrate : 57
- Parti républicain : 41
- Indépendants : 2 (qui sont tous deux inscrits parmi les démocrates)

| R | R | R | R | R | R | R | R | R | R | R | R | R | R | R | R | R | R | R | R | R | R | R | R | R |
| R | R | R | R | R | R | R | R | R | R | R | R | R | R | R | R | I | I | D | D | D | D | D | D | D |
| D | D | D | D | D | D | D | D | D | D | D | D | D | D | D | D | D | D | D | D | D | D | D | D | D |
| D | D | D | D | D | D | D | D | D | D | D | D | D | D | D | D | D | D | D | D | D | D | D | D | D |

### Ancienne composition du Sénat lors de la législature 2007-2009
La composition Sénat du 110e Congrès des États-Unis (4 janvier 2007-3 janvier 2009) était :
- Parti démocrate : 49
- Parti républicain : 49
- Indépendants : 2 (qui sont tous deux inscrits parmi les démocrates)

| R | R | R | R | R | R | R | R | R | R | R | R | R | R | R | R | R | R | R | R | R | R | R | R | R |
| R | R | R | R | R | R | R | R | R | R | R | R | R | R | R | R | R | R | R | R | R | R | R | R | I |
| I | D | D | D | D | D | D | D | D | D | D | D | D | D | D | D | D | D | D | D | D | D | D | D | D |
| D | D | D | D | D | D | D | D | D | D | D | D | D | D | D | D | D | D | D | D | D | D | D | D | D |

## Les présidences
- Président du Sénat : Joe Biden depuis le 20 janvier 2009, rôle constitutionnellement dévolu au vice-président des États-Unis ;
- President pro tempore of the Senate (préside le Sénat à la place du vice-président des États-Unis, il est le doyen des sénateurs du parti majoritaire) : Daniel Inouye (Démocrate-Hawaï) ;
- Senate Majority Leader (Président du groupe des sénateurs du parti majoritaire) : Harry Reid (Démocrate-Nevada) ;
- Senate Minority Leader (Président du groupe des sénateurs du parti minoritaire) : Mitch McConnell (Républicain-Kentucky) ;
- Senate Majority Whip (Vice-président du groupe des sénateurs du parti majoritaire) : Richard Durbin (Démocrate-Illinois) ;
- Senate Minority Whip (Vice-président du groupe des sénateurs du parti minoritaire) : Jon Kyl (Républicain-Arizona).

## Sénateurs
| Sénateur                       | État                 | Parti                      | Début de mandat | Fin de mandat |
| ------------------------------ | -------------------- | -------------------------- | --------------- | ------------- |
| Richard C. Shelby              | Alabama              | Républicain                | 1987            | 2011          |
| Jefferson B. Sessions III      | Alabama              | Républicain                | 1997            | 2015          |
| Mark Begich                    | Alaska               | Démocrate                  | 2009            | 2015          |
| Lisa Murkowski                 | Alaska               | Républicain                | 2002            | 2011          |
| John McCain                    | Arizona              | Républicain                | 1987            | 2011          |
| Jon L. Kyl                     | Arizona              | Républicain                | 1995            | 2013          |
| Blanche L. Lincoln             | Arkansas             | Démocrate                  | 1999            | 2011          |
| Mark Pryor                     | Arkansas             | Démocrate                  | 2003            | 2015          |
| Dianne G. B. Feinstein         | Californie           | Démocrate                  | 1992            | 2013          |
| Barbara L. Boxer               | Californie           | Démocrate                  | 1993            | 2011          |
| Richard Burr                   | Caroline du Nord     | Républicain                | 2005            | 2011          |
| Kay Hagan                      | Caroline du Nord     | Démocrate                  | 2009            | 2015          |
| Jim DeMint                     | Caroline du Sud      | Républicain                | 2005            | 2011          |
| Lindsey O. Graham              | Caroline du Sud      | Républicain                | 2003            | 2015          |
| Michael Bennet                 | Colorado             | Démocrate                  | 2009            | 2011          |
| Mark Udall                     | Colorado             | Démocrate                  | 2009            | 2015          |
| Christopher J. Dodd            | Connecticut          | Démocrate                  | 1981            | 2011          |
| Joseph I. Lieberman            | Connecticut          | Indépendant (ex-démocrate) | 1989            | 2013          |
| Kent Conrad                    | Dakota du Nord       | Démocrate                  | 1987            | 2013          |
| Byron L. Dorgan                | Dakota du Nord       | Démocrate                  | 1993            | 2011          |
| John Thune                     | Dakota du Sud        | Républicain                | 2005            | 2011          |
| Timothy P. Johnson             | Dakota du Sud        | Démocrate                  | 1997            | 2015          |
| Ted Kaufman                    | Delaware             | Démocrate                  | 2009            | 2011          |
| Thomas R. Carper               | Delaware             | Démocrate                  | 2001            | 2013          |
| George LeMieux                 | Floride              | Républicain                | 2009            | 2011          |
| C. William Nelson              | Floride              | Démocrate                  | 2001            | 2013          |
| Johnny Isakson                 | Géorgie              | Républicain                | 2005            | 2011          |
| C. Saxby Chambliss             | Géorgie              | Républicain                | 2003            | 2015          |
| Daniel K. Inouye               | Hawaii               | Démocrate                  | 1963            | 2011          |
| Daniel K. Akaka                | Hawaii               | Démocrate                  | 1991            | 2013          |
| Jim Risch                      | Idaho                | Républicain                | 2009            | 2015          |
| Michael D. Crapo               | Idaho                | Républicain                | 1999            | 2011          |
| Richard J. Durbin              | Illinois             | Démocrate                  | 1997            | 2015          |
| Roland Burris                  | Illinois             | Démocrate                  | 2009            | 2011          |
| Richard G. Lugar               | Indiana              | Républicain                | 1977            | 2013          |
| B. Evans « Evan » Bayh III     | Indiana              | Démocrate                  | 1999            | 2011          |
| Charles E. Grassley            | Iowa                 | Républicain                | 1981            | 2011          |
| Thomas R. Harkin               | Iowa                 | Démocrate                  | 1985            | 2015          |
| Samuel D. Brownback            | Kansas               | Républicain                | 1996            | 2011          |
| C. Patrick Roberts             | Kansas               | Républicain                | 1997            | 2015          |
| A. Mitchell McConnell Jr.      | Kentucky             | Républicain                | 1985            | 2015          |
| James P. D. Bunning            | Kentucky             | Républicain                | 1999            | 2011          |
| David Vitter                   | Louisiane            | Républicain                | 2005            | 2011          |
| Mary L. Landrieu               | Louisiane            | Démocrate                  | 1997            | 2015          |
| Olympia J. Snowe               | Maine                | Républicain                | 1995            | 2013          |
| Susan M. Collins               | Maine                | Républicain                | 1997            | 2015          |
| Ben Cardin                     | Maryland             | Démocrate                  | 2007            | 2013          |
| Barbara A. Mikulski            | Maryland             | Démocrate                  | 1987            | 2011          |
| John F. Kerry                  | Massachusetts        | Démocrate                  | 1985            | 2015          |
| Scott Brown                    | Massachusetts        | Républicain                | 2010            | 2013          |
| Carl M. Levin                  | Michigan             | Démocrate                  | 1979            | 2015          |
| Deborah A. Stabenow            | Michigan             | Démocrate                  | 2001            | 2013          |
| Amy Klobuchar                  | Minnesota            | Démocrate                  | 2007            | 2013          |
| Al Franken                     | Minnesota            | Démocrate                  | 2009            | 2015          |
| W. Thad Cochran                | Mississippi          | Républicain                | 1979            | 2015          |
| Roger Wicker                   | Mississippi          | Républicain                | 2007            | 2013          |
| Christopher S. « Kit » Bond    | Missouri             | Républicain                | 1987            | 2011          |
| Claire McCaskill               | Missouri             | Démocrate                  | 2007            | 2013          |
| Max S. Baucus                  | Montana              | Démocrate                  | 1979            | 2015          |
| Jon Tester                     | Montana              | Démocrate                  | 2007            | 2013          |
| Mike Johanns                   | Nebraska             | Républicain                | 2009            | 2015          |
| E. Benjamin Nelson             | Nebraska             | Démocrate                  | 2001            | 2013          |
| Harry M. Reid                  | Nevada               | Démocrate                  | 1987            | 2011          |
| John E. Ensign                 | Nevada               | Républicain                | 2001            | 2013          |
| Judd A. Gregg                  | New Hampshire        | Républicain                | 1993            | 2011          |
| Jeanne Shaheen                 | New Hampshire        | Démocrate                  | 2009            | 2015          |
| Robert Menendez                | New Jersey           | Démocrate                  | 2006            | 2013          |
| Frank R. Lautenberg            | New Jersey           | Démocrate                  | 2003            | 2015          |
| Chuck Schumer                  | New York             | Démocrate                  | 1999            | 2011          |
| Kirsten Gillibrand             | New York             | Démocrate                  | 2009            | 2011          |
| Tom Udall                      | Nouveau-Mexique      | Démocrate                  | 2009            | 2015          |
| Jesse F. « Jeff » Bingaman Jr. | Nouveau-Mexique      | Démocrate                  | 1983            | 2013          |
| Sherrod Brown                  | Ohio                 | Démocrate                  | 2007            | 2013          |
| George V. Voinovich            | Ohio                 | Républicain                | 1999            | 2011          |
| Tom Coburn                     | Oklahoma             | Républicain                | 2005            | 2011          |
| James M. Inhofe                | Oklahoma             | Républicain                | 1995            | 2015          |
| Ronald L. Wyden                | Oregon               | Démocrate                  | 1997            | 2011          |
| Jeff Merkley                   | Oregon               | Démocrate                  | 2009            | 2015          |
| Arlen Specter                  | Pennsylvanie         | Démocrate                  | 1981            | 2011          |
| Bob Casey Jr                   | Pennsylvanie         | Démocrate                  | 2007            | 2013          |
| John F. « Jack » Reed          | Rhode Island         | Démocrate                  | 1997            | 2015          |
| Sheldon Whitehouse             | Rhode Island         | Démocrate                  | 2007            | 2013          |
| Bob Corker                     | Tennessee            | Républicain                | 2007            | 2013          |
| Lamar A. Alexander             | Tennessee            | Républicain                | 2003            | 2015          |
| Kay Bailey Hutchison           | Texas                | Républicain                | 1993            | 2013          |
| John Cornyn                    | Texas                | Républicain                | 2003            | 2015          |
| Orrin G. Hatch                 | Utah                 | Républicain                | 1977            | 2013          |
| Robert F. Bennett              | Utah                 | Républicain                | 1993            | 2011          |
| Patrick J. Leahy               | Vermont              | Démocrate                  | 1975            | 2011          |
| Bernie Sanders                 | Vermont              | Indépendant                | 2007            | 2013          |
| Mark Warner                    | Virginie             | Démocrate                  | 2009            | 2015          |
| James "Jim" Webb Jr.           | Virginie             | Démocrate                  | 2007            | 2013          |
| Carte Patrick Goodwin          | Virginie-Occidentale | Démocrate                  | 2010            | 2010          |
| John D. « Jay » Rockefeller IV | Virginie-Occidentale | Démocrate                  | 1985            | 2015          |
| Patricia Murray                | Washington           | Démocrate                  | 1993            | 2011          |
| Maria E. Cantwell              | Washington           | Démocrate                  | 2001            | 2013          |
| Herbert H. Kohl                | Wisconsin            | Démocrate                  | 1989            | 2013          |
| Russell D. Feingold            | Wisconsin            | Démocrate                  | 1993            | 2011          |
| John Barrasso                  | Wyoming              | Républicain                | 2007            | 2015          |
| Michael B. Enzi                | Wyoming              | Républicain                | 1997            | 2013          |

## Listes historiques de sénateurs
| - Liste des sénateurs de l'Alabama - Liste des sénateurs de l'Alaska - Liste des sénateurs de l'Arizona - Liste des sénateurs de l'Arkansas - Liste des sénateurs de la Californie - Liste des sénateurs de la Caroline du Nord - Liste des sénateurs de la Caroline du Sud - Liste des sénateurs du Colorado - Liste des sénateurs du Connecticut - Liste des sénateurs du Dakota du Nord - Liste des sénateurs du Dakota du Sud - Liste des sénateurs du Delaware - Liste des sénateurs de la Floride - Liste des sénateurs de la Géorgie - Liste des sénateurs d'Hawaï - Liste des sénateurs de l'Idaho | - Liste des sénateurs de l'Illinois - Liste des sénateurs de l'Indiana - Liste des sénateurs de l'Iowa - Liste des sénateurs du Kansas - Liste des sénateurs du Kentucky - Liste des sénateurs de la Louisiane - Liste des sénateurs du Maine - Liste des sénateurs du Maryland - Liste des sénateurs du Massachusetts - Liste des sénateurs du Michigan - Liste des sénateurs du Minnesota - Liste des sénateurs du Mississippi - Liste des sénateurs du Missouri - Liste des sénateurs du Montana - Liste des sénateurs du Nebraska - Liste des sénateurs du Nevada - Liste des sénateurs du New Hampshire | - Liste des sénateurs du New Jersey - Liste des sénateurs du Nouveau-Mexique - Liste des sénateurs du New York - Liste des sénateurs de l'Ohio - Liste des sénateurs de l'Oklahoma - Liste des sénateurs de l'Oregon - Liste des sénateurs de la Pennsylvanie - Liste des sénateurs du Rhode Island - Liste des sénateurs du Tennessee - Liste des sénateurs du Texas - Liste des sénateurs de l'Utah - Liste des sénateurs du Vermont - Liste des sénateurs de la Virginie - Liste des sénateurs de la Virginie Occidentale - Liste des sénateurs de Washington - Liste des sénateurs du Wisconsin - Liste des sénateurs du Wyoming |